# François Fénelon
François de Salignac de la Mothe-Fénelon, född 6 augusti 1651, död 7 januari 1715, var en fransk kyrkoman, teolog och andlig författare under Ludvig XIV:s epok.
Fénelon tillhörde en förnäm adelssläkt, men bestämdes som yngre son för det andliga ståndet. Han prästvigdes 1675, och blev kort därefter föreståndare för kongregationen Nouvelles catholiques i Paris, där unga kvinnliga konvertiter uppfostrades. Sina erfarenheter från tio års verksamhet där nedlade han i avhandlingen De l'éducation des filles (1687, svensk översättning 1881), ett om djup barnpsykologisk insikt vittnande uppfostringsprogram. Fénelons uppfostrar- och själasörjarbegåvning fäste Jacques Bénigne Bossuets uppmärksamhet på honom, och på dennes befallning fick han efter nantesiska ediktets upphävande 1685 uppdraget att leda omvändelsearbetet bland hugenotterna i västra Frankrike. Han undanbad sig därvid visserligen biträde av militär men avvisade principiellt all tolerans mot protestanterna. Fullt till sin rätt kom hans begåvning, när han 1689 kallades till lärare åt den blivande tronföljaren, hertigen av Bourgogne.
Med beundransvärd pedagogisk takt och intuition ägnade sig Fénelon åt sin begåvade med passionerade lärjunges uppfostran och vann över honom ett obetingat inflytande, som ledde hans utveckling i lycklig riktning. För sin lärjunges räkning skrev han sina moraliserande Fables och Dialogues des morts, en i fingerade samtal mellan berömda män framställd lärobok för furstar. Båda trycktes 1712. Samma pedagogiska syfte hade hans mest berömda verk, Les aventures de Télémaque, halvt roman, halvt politisk satir, där den av folkets väl upptagne, fredsälskande fursten ställs som motsats till den för sin egen ära levande erövrarfursten. Till belöning för sin lärarverksamhet utnämndes Fénelon, som 1693 blivit ledamot av Franska Akademien, 1695 till ärkebiskop av Cambrai. Hans lysande bana vid hovet avbröts dock när han tog sig an den omstridda Madame Guyons sak och i sin skrift Explications des maximes des aints (1697) utvecklade en starkt mystiskt färgad åskådning. En häftig strid blossade upp och Bossuet i spetsen för franska prästerna angrep honom hänsynslöst. Kungen förvisade honom från hovet, och påven fördömde hans skrift som kättersk 1699. Som en lojal katolik böjde sig Fénelon för påvens dom, även om han med all sannolikhet inte ändrade trosuppfattning. Den kungliga onåden drevs till sin spets, då Les aventures de Télémaque utan Fénelons vetskap utgavs i Amsterdam 1699 (en fullständig utgåva utkom först 1717, svenska översättningar utom 1721 och 1723) och Ludvig XIV där i ansåg sin person och sitt regentskap angripna.
Fénelon levde därefter fram till sin död i ett slags förvisning i Cambrai, men stod i fortsatt förbindelse med hertigen av Bourgogne och utvecklade vid sidan om ett nitiskt arbete i sitt stift en omfattande litterär verksamhet. I sina skrifter framstår han som huvudrepresentanten för den aristokratiska oppositionen mot Ludvig XIV:s envälde och kräver generalständernas återupplivande med mera. Bland annat utarbetade han 1711 ett formligt författningsutkast, Esquisse d'un plan dressé pour le gouvernement d'un royaume. Hans utsikter att spela en politisk roll grusades genom hans lärjunges död 1712, men hans kritik av franska samhället blev inte utan betydelse.
I sin politiska åskådning förebådade han Charles-Louis de Secondat Montesquieu och i sin pedagogiska Jean-Jacques Rousseau. Första samlade utgåvan av Fénelons verk utgavs 1789-92 i 9 band. En fullständigare upplaga var Édition de Saint-Sulpice i 10 band 1851-52. En del av det han skrivit är andaktslitteratur för det inre livet i kvietismens anda. Men han skrev även teologisk litteratur, och som man förstår av det ovan skrivna, skönlitteratur och pedagogisk litteratur. Fénelon har lästs flitigt även av protestanter, särskilt inom helgelserörelsen.  
Hjalmar Söderberg skriver i boken Doktor Glas att Fénelon är upphovsman till uttrycket "Livet är kort, men timmarna äro långa". Värt att nämna är också att en sentida landsman till Fénelon, nämligen dadaisten Louis Aragon, i efterdyningarna av första världskriget skrev en pastisch av Les Aventures de Télémaque och gav ut den under samma titel i Paris 1922.

## Svenska översättningar
- Telemacks Ulysses sons händelser under resan at upsöka desz fader, beskrefne til underwisning för hertigen af Bourgogne utaf desz præceptor i Franckrijke den widt-berömde erkie-biskopen hertigen af Cambray herr France de Salignac (Les Avantures de Télémaque, fils d'Ulysse) (översättning Didrik Granatenflycht, Stockholm: tryckt hos Andreas Biörkman, 1721)
- Telemachs, Ulyssis Sons, Äfwentyr (Les Avantures de Télémaque, fils d'Ulysse) (översättning Daniel Ehrenadler, D. Ehrenadler, 1723)[11]
- Aristonoi händelser (översättning Olof Dahlström, Stockholm, tryckt uti kongl. tryckeriet, 1749)
- Tankar och öfwertygande bewis, om Guds warelse ... (Demonstration de l'existence de Dieu) (översättning Johan Carl Sjöbäck, Strengnäs: tryckt af Lars Arv. Collin, 1756)
- Afhandling om unga fruntimers upfostran; ... tillika med de La Chetardyes undervisning för en ung prinsessa (översättning Christopher Manderström, Stockholm: tryckt på direct. Lars Salvii förlag, 1762) Länk till fulltext
- Grundläggning til en beskrifning öfwer borgelige samhälldens och regeringars nödwändighet, ursprung, rättigheter, gräntsor och särskilte skepelser (översättning Esbjörn Christian Reuterholm, Norrköping, tryckt hos Johan Edman, 1765)
- Den heliga wisheten: kristliga råd och betraktelser (Le Christianisme de Fénelon) (översättning J. T. (John Ternstedt), Albert Nilson, 1877)
- Samtal öfver vältaligheten: synnerligen med hänsyn till den kristna predikan (1880)
- Om flickors uppfostran (fri och bearbetad öfversättning från franskan af J. T. [John Ternstedt], Albert Nilson, 1881)
- Kristliga råd och betraktelser: urval ur Fénelons skrifter (Le christianisme de Fénelon) (översättning Anna Bohlin, Svenska kyrkans diakonistyrelse, 1930)